# Фауна Удмуртії
Тваринний світ Удмуртії маю складну структуру і довгу історію. Основні умови, які визначають сучасний його стан — це природний хід геологічних подій та діяльність людини, яка стала останнім часом потужним фактором.

## Історія формування фауни в антропогені
Глибокі зміни довкілля донедавна були пов'язані з похолоданням клімату в період неогену та плейстоцену. Останній характеризувався періодичними змінами клімату. Це призвело до чергування льодовикових та міжльодовикових епох. Кліматоландшафтний стан в такі епохи нагадував сучасний. Льодовикові епохи призводили до глибокої перебудови структури кліматоландшафтних та зоогеографічних зон. У фази максимального розвитку льодовикових періодів в перигляціальних областях представники фауни холодних тундростепів змішувались з фауною сухих теплих степів, про що свідчить спільне залягання залишків мамонта, шерстистого носорога та сайгака і верблюда.
Останній льодовиковий період відступив з території Удмуртії 12 тисяч років тому. З цього часу починається формування сучасної фауни. Типові представники льодовикової епохи (мамонт, печерний ведмідь, печерний лев, носоріг, кінь та вівцебик) із змінами клімату та рослинного покриву поступились місцем тайговим тваринам, які пристосувались до лісового середовища та великого снігового покриву. Сучасне тайгове угрупування Передуралля зберегло лише невелику кількість великих видів, таких як лось, ведмідь бурий, росомаха, лисиця та вовк. В останнє тисячоліття сюди проникла лісова куниця.
Сучасна фауна Удмуртії зоогеографічно та генетично неоднорідна. В післяльодовиковий період активніше заселення тайги відбувалось зі сходу, і менше із широколистих лісів заходу та степів півдня. Крім європейсько-сибірських, в країні представлені наступні комплекси: голарктичні, європейські, середземноморські. Представники з інших регіонів поодинокі. Значну роль в розселені тварин зіграла наявність орографічних перепон. Такими бар'єрами між Східною Європою та Сибіром слугували Уральські гори. В Передураллі проходила межа ареалів багатьох європейських видів тварин. Наприклад, мешканцями зони європейських широколистих лісів є багато видів жуків та птахів, із ссавців — це кабан та норка європейська. Вагоме значення для вторгнення степових видів у північні широти мали випадки різкої ксерофітизації клімату на межах льодовикових періодів. В цей час сюди неодноразово переселялись степові та навіть пустельні мешканці — комахи, гризуни. При кожному новому похолоданні вони не геть, але витіснялись зміненими ландшафтами. Сьогодні зоогеографи знаходять релікти таких застепнень.

## Загальна характеристика фауни хребетних
Ссавці представлені 64 видами з 6 рядів: комахоїдні — 9, рукокрилі — 10, хижі — 16, зайцеподібні — 2, гризуни — 24, парнокопитні — 3. Не всі ссавці є корінними жителями. Наприклад ондатра була акліматизована в кінці 1950-их років, бабак — в 1988 році, широко розповсюдився по всій території Удмуртії кабан. Завезеними сюди також є норка американська, яка витісняє місцеву європейську.
В Удмуртії зареєстровано 227 видів птахів, включаючи перелітних. Найчисленнішими є горобцеподібні — 19 родин. Осілий спосіб життя ведуть курині та горобцеві. Деякі є рідкісними та зникаючими і потребують охорони.
Плазуни — нечисельна група, яка включає в себе ящірок та змій. Із земноводних поширені тритони та жаби.
Риб у водоймах Удмуртії зареєстровано 45 видів, із них цінними є промислові стерлядь, лящ та жерех. Рідкісними є лососеві.

## Загальна характеристика фауни безхребетних
Серед безхребетних в Удмуртії найпоширеніші представники типу членистоногі, які відомі тут ще з часів палеозою. Цей тип представлений трьома надкласами — ракоподібні, павукоподібні, багатоніжки та комахи (є обидва класи комах — прихованощелепні та відкритощелепні).
Ракоподібні представлені раками, які заселяють більшість водойм республіки. Павукоподібних в Удмуртії нараховується 74 види наземних та один водяний. Деякі кліщі є паразитичними видами і переносять інфекційні захворювання. Щодо комах, то на території Удмуртії їх нараховується більше 2 тисяч видів з наступних рядів — жуки, лускокрилі, двокрилі та перетинчастокрилі.
Тип Молюски представлений 26 наземними та 36 видами водних представників.
Черви з типів круглих (нематод) та кільчастих (анелід) зустрічаються в ґрунті та водоймах. Поширені також і плоскі черви.
До нижчих багатоклітинних тварин відносять губки. Серед найпростіших немає жодного детально описаного виду, який був би характерний для Удмуртії (проте очевидно, що вони є і представлені, з огляду на видове багатство суміжних регіонів, принаймні 0,5-1 тис. видів).

## Повидовий список тварин
| №                                                 | Назва виду                                                       | Удмуртська назва                | Поширення                        | Статус                        | Зображення |
| ------------------------------------------------- | ---------------------------------------------------------------- | ------------------------------- | -------------------------------- | ----------------------------- | ---------- |
| Тип Членистоногі ( Arthropoda )                   |                                                                  |                                 |                                  |                               |            |
| Клас Комахи ( Insecta )                           |                                                                  |                                 |                                  |                               |            |
| Ряд Лускокрилі ( Lepidoptera )                    |                                                                  |                                 |                                  |                               |            |
| Родина Біланові (Pieridae)                        |                                                                  |                                 |                                  |                               |            |
| 1                                                 | Жовтянка торф'яна Colias palaeno                                 | -                               | -                                | -                             |            |
| 2                                                 | Зірка Anthocharis cardamines                                     | -                               | -                                | -                             |            |
| 3                                                 | Лимонниця Gonepteryx rhamni                                      | -                               | -                                | -                             |            |
| 4                                                 | Білюх степовий Pontia chloridice                                 | -                               | -                                | -                             | -          |
| Родина Бражникові (Sphingidae)                    |                                                                  |                                 |                                  |                               |            |
| 1                                                 | Бражник мертва голова Acherontia atropos                         | -                               | -                                | -                             |            |
| Родина Ведмедиці (Arctiidae)                      |                                                                  |                                 |                                  |                               |            |
| 1                                                 | Ведмедиця кайя Arctia caja                                       | -                               | -                                | -                             |            |
| 2                                                 | Ведмедиця чотирикрапкова Callimorpha quadripunctaria             | -                               | -                                | рідкісний                     |            |
| Родина Косатцеві (Papilionidae)                   |                                                                  |                                 |                                  |                               |            |
| 1                                                 | Аполлон Parnassius apollo                                        | -                               | -                                | рідкісний                     |            |
| 2                                                 | Махаон Papilio machaon                                           | -                               | -                                | рідкісний                     |            |
| 3                                                 | Мнемозина Parnassius mnemosyne                                   | -                               | -                                | рідкісний                     |            |
| 4                                                 | Подалірій Iphiclides podalirius                                  | -                               | -                                | рідкісний                     |            |
| Родина Вовнянки (Lymantriidae)                    |                                                                  |                                 |                                  |                               |            |
| 1                                                 | Шовкопряд непарний Lymantria dispar                              | -                               | -                                | -                             |            |
| Родина Вогнівки (Pyralidae)                       |                                                                  |                                 |                                  |                               |            |
| Родина Синявцеві (Lycaenidae )                    |                                                                  |                                 |                                  |                               |            |
| 1                                                 | Синявець Ікар Polyommatus icarus                                 | -                               | -                                | -                             |            |
| 2                                                 | Червінець вогнистий Lycaena virgaureae                           | -                               | -                                | -                             |            |
| Родина Коконопряди (Lasiocampidae)                |                                                                  |                                 |                                  |                               |            |
| 1                                                 | Шовкопряд сосновий Dendrolimus pini                              | -                               | -                                | -                             |            |
| Родина Листовійки (Tortricidae)                   |                                                                  |                                 |                                  |                               |            |
| Родина Молі-строкатки (Gracillariidae)            |                                                                  |                                 |                                  |                               |            |
| 1                                                 | Пістрява моль тополева розмальована Lithocolletis populifoliella | -                               | -                                | -                             | -          |
| Родина Сонцевики (Nymphalidae)                    |                                                                  |                                 |                                  |                               |            |
| 1                                                 | Осадець Егерія Pararge aegeria                                   | -                               | -                                | -                             |            |
| 2                                                 | Жалібниця Nymphalis antiopa                                      | -                               | -                                | -                             |            |
| 3                                                 | Сонцевик кропив'яний Aglais urticae                              | -                               | -                                | -                             |            |
| 5                                                 | Сонцевик будяковий Vanessa cardui                                | -                               | -                                | -                             |            |
| 6                                                 | Перлівець Єфросина Boloria euphrosyne                            | -                               | -                                | -                             |            |
| 7                                                 | Мінливець великий Apatura iris                                   | -                               | -                                | рідкісний                     |            |
| Родина П'ядуни (Geometridae)                      |                                                                  |                                 |                                  |                               |            |
| Родина Сатурнієві (Saturniidae)                   |                                                                  |                                 |                                  |                               |            |
| 1                                                 | Павиноочка грушева Saturnia pyri                                 | -                               | -                                | -                             |            |
| Родина Совки (Noctuidae)                          |                                                                  |                                 |                                  |                               |            |
| 1                                                 | Стрічкарка блакитна Catocala fraxini                             | -                               | -                                | рідкісний                     |            |
| 2                                                 | Стрічкарка червона Catocala nupta                                | -                               | -                                | -                             |            |
| 3                                                 | Совка скоморох Bomolocha fontis                                  | -                               | -                                | -                             | -          |
| 4                                                 | Стрічкарка тополева Limenitis populi                             | -                               | -                                | -                             |            |
| Родина Справжні молі (Tineidae)                   |                                                                  |                                 |                                  |                               |            |
| Родина Чубатки (Notodontidae)                     |                                                                  |                                 |                                  |                               |            |
| 1                                                 | Лунка срібляста Phalera bucephala                                | -                               | -                                | -                             |            |
| Ряд Твердокрилі ( Coleoptera )                    |                                                                  |                                 |                                  |                               |            |
| Родина Вертячки (Gyrinidae) — 24 види             |                                                                  |                                 |                                  |                               |            |
| Родина Водолюби (Hydrophilidae) — 24 види         |                                                                  |                                 |                                  |                               |            |
| Родина Вусачі (Cerambycidae)                      |                                                                  |                                 |                                  |                               |            |
| 1                                                 | Вусач ялиновий Monochamus urussovi                               | -                               | -                                | -                             |            |
| Родина Гнойовики (Geotrupidae) — 57 видів         |                                                                  |                                 |                                  |                               |            |
| Родина Довгоносики (Curculionidae)                |                                                                  |                                 |                                  |                               |            |
| 1                                                 | Короїд верхівковий Ips acuminatus                                | -                               | Можгинський район                | -                             |            |
| 2                                                 | Короїд-типограф Ips typographus                                  | -                               | Можгинський район                | -                             |            |
| Родина Жуки-хижаки (Staphylinidae) — 54 види      |                                                                  |                                 |                                  |                               |            |
| Родина Зернівки (Bruchidae)                       |                                                                  |                                 |                                  |                               |            |
| 1                                                 | Зернівка бобова Bruchus rufimanus                                | -                               | -                                | -                             |            |
| 2                                                 | Зернівка горохова Bruchus pisorum                                | -                               | -                                | -                             |            |
| Родина Златки (Buprestidae)                       |                                                                  |                                 |                                  |                               |            |
| Родина Листоїди (Chrysomelidae)                   |                                                                  |                                 |                                  |                               |            |
| 1                                                 | Жук колорадський Leptinotarsa decemlineata                       | -                               | -                                | -                             |            |
| Родина Мертвоїди (Silphidae) — 14 видів           |                                                                  |                                 |                                  |                               |            |
| Родина Плавунці (Dytiscidae) — 24 види            |                                                                  |                                 |                                  |                               |            |
| 1                                                 | Полоскун борознистий Acilius sulcatus                            | -                               | -                                | рідкісний                     |            |
| Родина Плавунчики (Haliplidae) — 24 види          |                                                                  |                                 |                                  |                               |            |
| Родина Пластинчастовусі (Scarabaeidae) — 57 видів |                                                                  |                                 |                                  |                               |            |
| 1                                                 | Хрущ травневий Melolontha melolontha                             | -                               | Селтинський і Сюмсинський райони | -                             |            |
| Родина Притвірники (Ptinidae)                     |                                                                  |                                 |                                  |                               |            |
| 1                                                 | Притвірник грабіжник Ptinus fur                                  | -                               | -                                | -                             |            |
| 2                                                 | Притвірник шовковистий Niptus hololeucus                         | -                               | -                                | -                             |            |
| Родина Сонечка (Coccinellidae) — 21 вид           |                                                                  |                                 |                                  |                               |            |
| Родина Точильники (Anobiidae)                     |                                                                  |                                 |                                  |                               |            |
| 1                                                 | Точильник хатній Anobium pertinax                                | -                               | -                                | -                             | -          |
| Родина Туруни (Carabidae) — 140 видів             |                                                                  |                                 |                                  |                               |            |
| Родина Чорнотілки (Tenebrionidae)                 |                                                                  |                                 |                                  |                               |            |
| 1                                                 | Хрущак борошняний Tenebrio molitor                               | -                               | -                                | -                             |            |
| 2                                                 | Хрущак малий Tribolium confusum                                  | -                               | -                                | -                             |            |
| Родина Шкіроїди (Dermestidae)                     |                                                                  |                                 |                                  |                               |            |
| 1                                                 | Шкіроїд килимовий Attagenus megatoma                             | -                               | -                                | -                             | -          |
| 2                                                 | Шкіроїд рябий Dermestes murinus                                  | -                               | -                                | -                             |            |
| 3                                                 | Шкіроїд шинковий Dermestes lardarius                             | -                               | -                                | -                             |            |
| Тип Хордові ( Chordata )                          |                                                                  |                                 |                                  |                               |            |
| Клас Променепері риби ( Actinopterygii )          |                                                                  |                                 |                                  |                               |            |
| Ряд Коропоподібні ( Cypriniformes )               |                                                                  |                                 |                                  |                               |            |
| Родина Коропові (Cyprinidae) — 1 вид              |                                                                  |                                 |                                  |                               |            |
| 1                                                 | Йорж звичайний Gymnocephalus cernuus                             | бильк-кессін                    | -                                | -                             |            |
| Ряд Лососеподібні ( Salmoniformes )               |                                                                  |                                 |                                  |                               |            |
| Родина Щукові (Esocidae)                          |                                                                  |                                 |                                  |                               |            |
| 1                                                 | Щука звичайна Esox lucius                                        | чіпей                           | -                                | -                             |            |
| Клас Земноводні ( Amphibia )                      |                                                                  |                                 |                                  |                               |            |
| Ряд Безхвості ( Anura )                           |                                                                  |                                 |                                  |                               |            |
| Родина Ропухові (Bufonidae) — 2 види              |                                                                  |                                 |                                  |                               |            |
| 1                                                 | Ропуха зелена Bufo viridis                                       | муз'єм (мувир), бакаос, ебекйос | південна Удмуртія                | -                             |            |
| 2                                                 | Ропуха сіра Bufo bufo                                            | муз'єм (мувир), бакаос, ебекйос | повсюди                          | -                             |            |
| Клас Плазуни ( Actinopterygii )                   |                                                                  |                                 |                                  |                               |            |
| Ряд Лускаті ( Squamata )                          |                                                                  |                                 |                                  |                               |            |
| Родина Веретільницеві (Anguidae) — 1 вид          |                                                                  |                                 |                                  |                               |            |
| 1                                                 | Веретільниця ламка Anguis fragilis                               | -                               | -                                | -                             |            |
| Родина Справжні ящірки (Lacertidae) — 2 види      |                                                                  |                                 |                                  |                               |            |
| 1                                                 | Ящірка живородна Lacerta vivipara                                | -                               | -                                | -                             |            |
| 2                                                 | Ящірка прудка Lacerta agilis                                     | -                               | -                                | -                             |            |
| Клас Птахи ( Aves )                               |                                                                  |                                 |                                  |                               |            |
| Ряд Горобцеподібні ( Passeriformes )              |                                                                  |                                 |                                  |                               |            |
| Родина Жайворонкові (Alaudidae) — 4 види          |                                                                  |                                 |                                  |                               |            |
| 1                                                 | Жайворонок рогатий Eremophilla alpestris                         | -                               | перелітний                       | -                             |            |
| 2                                                 | Жайворонок лісовий Lullula arborea                               | юла                             | перелітний                       | -                             |            |
| 3                                                 | Жайворонок польовий Alauda arvensis                              | тюрагай                         | -                                | -                             |            |
| 4                                                 | Посмітюха Galerida cristata                                      | -                               | перелітний                       | -                             |            |
| Ряд Журавлеподібні ( Gruiformes )                 |                                                                  |                                 |                                  |                               |            |
| Родина Журавлеві (Gruidae) — 1 вид                |                                                                  |                                 |                                  |                               |            |
| 1                                                 | Журавель сірий Grus grus                                         | -                               | повсюди                          | -                             |            |
| Ряд Лелекоподібні ( Ciconiiformes )               |                                                                  |                                 |                                  |                               |            |
| Родина Чаплеві (Ardeidae) — 3 види                |                                                                  |                                 |                                  |                               |            |
| 1                                                 | Бугай Botaurus stellaris                                         | вуош, уккетись, гирпум          | -                                | -                             |            |
| 2                                                 | Бугайчик Ixobrychus minutus                                      | вочок                           | -                                | -                             |            |
| 3                                                 | Чапля сіра Ardea cinerea                                         | ванем                           | -                                | -                             |            |
| Ряд Сивкоподібні ( Charadriiformes )              |                                                                  |                                 |                                  |                               |            |
| Родина Крячкові (Sternidae) — 4 види              |                                                                  |                                 |                                  |                               |            |
| 1                                                 | Крячок річковий Sterna hirundo                                   | -                               | перелітний                       | -                             |            |
| Родина Мартинові (Laridae) — 4 види               |                                                                  |                                 |                                  |                               |            |
| 1                                                 | Мартин звичайний Larus ridibundus                                | -                               | перелітний                       | -                             |            |
| 2                                                 | Мартин малий Larus minutus                                       | -                               | перелітний                       | -                             |            |
| 3                                                 | Мартин сизий Larus canus                                         | -                               | перелітний                       | -                             |            |
| Клас Ссавці ( Mammalia )                          |                                                                  |                                 |                                  |                               |            |
| Ряд Мідицеподібні ( Soriciformes )                |                                                                  |                                 |                                  |                               |            |
| Родина Мідицеві (Soricidae) — 5 видів             |                                                                  |                                 |                                  |                               |            |
| 1                                                 | Мідиця звичайна Sorex araneus                                    | -                               | -                                | -                             |            |
| 2                                                 | Мідиця крихітна Sorex minutissimus                               | -                               | Малопургинський район            | -                             | -          |
| 3                                                 | Мідиця мала Sorex minutus                                        | -                               | -                                | -                             |            |
| 4                                                 | Мідиця рівнозуба Sorex isodon                                    | -                               | Малопургинський район            | -                             | -          |
| 5                                                 | Мідиця середня Sorex caecutiens                                  | -                               | -                                | -                             |            |
| Ряд Мишоподібні ( Muriformes )                    |                                                                  |                                 |                                  |                               |            |
| Родина Вивіркові (Sciuridae) — 3 види             |                                                                  |                                 |                                  |                               |            |
| 1                                                 | Бабак степовий Marmota bobac                                     | -                               | Каракулінський район             | акліматизований в 1986 році   |            |
| 2                                                 | Бобер звичайний Castor fiber                                     | мий                             | повсюди                          | реакліматизований в 1947 році |            |
| 3                                                 | Вивірка звичайна Sciurus vulgaris                                | каньи                           | повсюди                          | -                             |            |
| Ряд Хижі ( Carnivora )                            |                                                                  |                                 |                                  |                               |            |
| Родина Куницеві (Mustelidae)                      |                                                                  |                                 |                                  |                               |            |
| 1                                                 | Борсук Meles meles                                               | -                               | повсюди                          | -                             |            |